# Krucifix (Bulovka)
Krucifix je kulturní památka v Bulovce, obci na severu České republiky, ve Frýdlantském výběžku Libereckého kraje.

## Poloha a historie
Památka je zbudována v centrální části Bulovky, u místní komunikace odbočující severozápadním směrem ze silnice číslo III/2914, a vedoucí ke zdejšímu kostelu svatého Michaela archanděla. Od vstupní brány do areálu kostela je kříž situován severně, k domu číslo popisné 2. Místní komunikace pak pokračuje kolem kostela dále k severozápadu až ke zdejšímu hřbitovu a kapličce pod dvěma vzrostlými listnatými stromy.
V roce 1805 jej nechal zbudovat pravděpodobně na své náklady místní sedlák Josef Jäckl. Od 6. dubna 1966 je objekt zařazen mezi nemovité kulturní památky Československa, resp. České republiky.

## Popis
Objekt má podstavec z pískovce, který je orientován jižním směrem a má podobu nízkého soklu ve tvaru kvádru, na nějž je osazen zúžený hranolový dřík natřený na bílo. Dřík svrchu uzavírá hlavice zakončená profilovanou volutovou římsou. Na jejím vrchu je osazen nástavec zdobený palmetami a z něho je vsazen kovaný kříž s plechovým, avšak zkorodovaným, korpusem zachycujícím ukřižovaného Ježíše Krista.
Jak sokl, tak dřík jsou ozdobeny novodobými nastříbřenými štukovými ornamenty. U hlavice sloupu je navíc zavěšena kovová lucerna.